# Lukáš Gdula
Lukáš Gdula (* 6. prosince 1991) je český chodec, člen klubu Hvězda SKP Pardubice.
Absolvoval gymnázium v Jilemnici, studuje Fakultu elektrotechnickou ČVUT. Startoval na mistrovství světa juniorů v atletice 2010, kde v závodě na 10 000 m skončil na 18. místě. Na mistrovství Evropy v atletice do 23 let 2013 obsadil sedmé místo na 20 km; v březnu následujícího roku byla oznámena diskvalifikace vítězného Petra Bogatyrjova z Ruska pro doping a Gdula se posunul na šestou příčku. V seniorské kategorii se na padesátikilometrové trati zúčastnil mistrovství Evropy v atletice 2014 (26. místo) a mistrovství světa v atletice 2015, kde byl diskvalifikován a závod nedokončil. V březnu 2016 vyhrál mistrovství České republiky na 50 km v Dudincích, kde vytvořil časem 3:54,29 svůj osobní rekord a splnil limit pro účast na olympiádě 2016. Olympijský závod v Riu nedokončil, byl diskvalifikován mezi 30. a 35. kilometrem.
Má mladšího bratra Tomáše, který se také věnuje sportovní chůzi.